# Fallotia
Fallotia es un género de foraminífero bentónico de la familia Meandropsinidae, de la superfamilia Soritoidea, del suborden Miliolina y del orden Miliolida. Su especie tipo es Fallotia jacquoti. Su rango cronoestratigráfico abarca el Santoniense (Cretácico superior).

## Clasificación
Fallotia incluye a las siguientes especies:
- Fallotia jacquoti †
- Fallotia longispina †
- Fallotia plana †
- Fallotia tazemmourtensis †
- Fallotia typica †